# Destiny Media Technologies
Digital Media Technologies je firma, která se v současnosti zabývá vývojem internetových aplikací s důrazem na zabezpečení a distribuci mediálního obsahu.

## Historie firmy
Firma byla založena Stevem Vestergaardem a Michaelem Hiebertem v roce 1991 jako Destiny Software Productions, Inc. Specializovala se na vývoj videoher. Jako první též stála u zrodu software pro přehrávání internetových rádií v roce 1996.
Firma také stojí za vývojem třech známých produktů:
- MPE Digital Rights Management (DRM) - umožňuje pouštět datový obsah jen na konkrétním počítači a vkládá do neuzamčeného obsahu stopu, díky které lze vystopovat pirátskou kopii (viz také iPod, Podds apod.)
- Clipstream - software pro streamování médií. Je napsán jako Java applet a může být tedy včleněn do webové stránky.
- Pirate Radio Software - internetový rádiový vysílač. Stanice jsou na něm agregovány v reálném čase.